# Oliver Fink
Oliver Fink (Hirschau, 6 giugno 1982) è un ex calciatore tedesco, di ruolo centrocampista.
È fratello maggiore di Tobias, anch'egli calciatore.

## Palmarès

### Club

#### Competizioni nazionali
- 2. Fußball-Bundesliga: 1

Fortuna Düsseldorf: 2017-2018